# かこさとし ふるさと絵本館
かこさとし ふるさと絵本館「砳」（かこさとし ふるさとえほんかん「らく」）は、福井県越前市に所在する市立の生涯学習施設。
越前市出身の絵本作家・かこさとしの記念館で、越前市教育委員会事務局生涯学習課が管理する。
かこの生涯を紹介し原画などを展示する美術館、多数の絵本作家の作品閲覧が可能な図書館、遊戯室を設けて読み聞かせや工作教室などの催しを行う児童館の機能を複合した施設である。2013年（平成25年）4月26日開館。

## 建設経緯

### かこさとしと武生
絵本作家かこさとしは1926年に、かつて越前国国府が置かれた地にほど近い、福井県今立郡国高村八幡（その後武生市を経て、現在の越前市八幡）に、兄と姉を持つ3人きょうだいの末っ子として産まれた。父親は当時大同肥料（現・信越化学工業武生工場）に勤める会社員で、その後武生駅近くの武生町錦町（現在の越前市錦町）に引っ越し、父の仕事の都合で1933年に東京市板橋区に転居する満7歳まで同地に在住した。哲少年は地元の丈生幼稚園・武生東尋常高等小学校に通園・通学し、日野川や村国山などの自然の中で幼少期を過ごした。後年、かこは武生での生活について「わずか8年間でしたが、ふるさとはどこかとたずねられたら、もちろん、武生だと答えます」「僕の原風景と言えるのは、まさにあの川であり、あの山などの自然でした」と語っている。

### 市立図書館分館「砳」
当館の建物は1992年に設置された、武生市立図書館の分館「砳」（石2つで「らく」）の建物を再利用したものである。「砳」は石造2階建、内装に木材を多用したH字型の建物で、図書館分館時代には約13000冊の蔵書があった。2005年に武生市と今立郡今立町が合併し越前市が発足すると同時に、武生市立図書館は越前市武生図書館に改称。2006年、武生中央公園内への越前市中央図書館の新築工事・移転準備に伴い、越前市武生図書館は閉館。分館「砳」も閉館された。閉館後、「砳」はやや離れた紫式部公園に隣接する越前市ふるさとギャラリー「叔羅（しくら）」の分館・駐車場と位置づけられたが、事実上は休館状態にあり、有効活用されない時期があった。

### 絵本館の建設
かこさとしは2010年に越前市ふるさと大使に委嘱され、市のPRに自作のキャラクター等を提供するようになった。一例として、越前市立図書館の利用者カードには、かこの代表作のひとつ『だるまちゃんとてんぐちゃん』のだるまちゃんが描かれている。2013年4月26日、越前市は絵本を通じた乳幼児期からの読書習慣の育成と、子どもの想像力・探究心の涵養を目的として、旧分館「砳」の建物を活用したかこさとしふるさと絵本館「砳」を開館した。旧分館「砳」の蔵書を絵本室に収蔵し、かこによって絵本の原画やそのキャプションが展示のために提供された。

## 沿革

エントランス

- 1992年（平成4年）5月23日 - 武生市高瀬一丁目に武生市立図書館 分館「砳」開館。
- 2005年（平成17年）10月1日 - 武生市と今立郡今立町の合併により越前市発足。同時に越前市武生図書館 分館「砳」に改称。
- 2006年（平成18年） - 越前市中央図書館への移転準備に伴い越前市武生図書館閉館。分館「砳」も閉館。
- 2010年（平成22年）10月10日 - かこさとし、越前市ふるさと大使に委嘱。
- 2012年（平成24年）11月22日 - 越前市、「砳」の建物に「かこさとし ふるさと絵本館（仮称）」の開設を発表[18]。
- 2013年（平成25年）4月26日 - かこさとし ふるさと絵本館「砳」開館。
- 2016年（平成28年）5月7日 - 来館者数10万人達成[19]。
- 2018年（平成30年）5月2日 - かこさとし死去（享年92）。以降、各種追悼企画の開始[20]。
- 2018年（平成30年）5月19日 - 来館者数20万人達成[21]。

## 設備

エントランス脇のチェンソーアートによるだるまちゃん木像

広場のだるまちゃんとだるまこちゃんの遊具

だるまちゃんとかみなりちゃんの遊具

えほんのへや
かこさとし以外の作家の作品も含めた約5,000冊の絵本・児童書・紙芝居等を閲覧可能な図書室。図書の館外貸し出しは不可。乳幼児とその保護者の利用を想定して、授乳室、給湯室、おむつ交換台等を備えている。
もとのえをみるへや
かこさとしの絵本原画を展示し、かこの生涯や越前市在住時代の写真等を紹介する部屋。
あそびのへや
遊戯室。えほんのへやの所蔵資料を持ち込んで読むこともできる。また読み聞かせ、工作教室、音楽会などの催しを定期的に行っている。
広場
絵本館に隣接して設置された、自由に出入りのできる公園。かこの代表作『だるまちゃん』シリーズをモチーフとした、複数の遊具が設置されている。

## 利用情報

### 開館時間等
- 開館時間：10:00～18:00
- 休館日：毎週火曜日、国民の祝日の翌日、年末年始（12月28日 - 1月4日）、展示替え等による臨時休館日[23][24]
- 入館料：無料（団体見学には事前申し込みが必要[25]）

### アクセス
鉄道・徒歩
- ハピラインふくいハピラインふくい線武生駅から徒歩約32分[26]
- 福井鉄道福武線たけふ新駅から徒歩約35分

路線バス
- たけふ新駅・武生駅から越前市市民バス市街地循環北ルート・南ルート「ふるさと絵本館前」停留所下車[2]

なお、越前市市民バスではかこさとしの作品を使用したラッピング車両「だるまちゃん号」「からすのパンやさん号」を2013年から運行している。
自動車
- 武生駅から車で5分
- 北陸自動車道武生インターチェンジから車で15分[16] - 絵本館には駐車場あり